# Kongres w Soissons
Kongres w Soissons – kongres pokojowy zwołany do francuskiego miasta Soissons w 1728 roku.
Kongres miał doprowadzić do pacyfikacji europejskiej sytuacji międzynarodowej. Pokojowi groziły przede wszystkim roszczenia Hiszpanii do utraconych po pokoju w Utrechcie (1713).
Kongres 28 stycznia 1728 otworzył swą mową w imieniu cesarza Karola VI austriacki dyplomata i minister Philipp Ludwig Wenzel von Sinzendorff. W przemowie pozdrowił przede wszystkim, obecnego tam pacyfistycznie nastawionego francuskiego ministra André Hercule’a de Fleury’ego.
Kongres nie przyniósł jednak żadnych istotnych rozstrzygnięć, tak jak przewidział André Hercule de Fleury.